# Саг (Салаж)
Саг (рум. Sâg) насеље је у Румунији у округу Салаж у општини Саг. Oпштина се налази на надморској висини од 352 m.

## Становништво
Према подацима из 2011. године у насељу је живело 851 становника.